# Ophiopristis mitsuii
Ophiopristis mitsuii is een slangster uit de familie Ophiacanthidae.
De wetenschappelijke naam van de soort werd in 1942 gepubliceerd door S. Murakami.